# Saint-Pompain
Saint-Pompain és un municipi francès situat al departament de Deux-Sèvres i a la regió de la Nova Aquitània. L'any 2007 tenia 882 habitants.

## Demografia

### Població
El 2007 la població de fet de Saint-Pompain era de 882 persones. Hi havia 342 famílies de les quals 74 eren unipersonals (33 homes vivint sols i 41 dones vivint soles), 138 parelles sense fills, 126 parelles amb fills i 4 famílies monoparentals amb fills.
La població ha evolucionat segons el següent gràfic:
Habitants censats

### Habitatges
El 2007 hi havia 405 habitatges, 357 eren l'habitatge principal de la família, 22 eren segones residències i 26 estaven desocupats. 402 eren cases i 2 eren apartaments. Dels 357 habitatges principals, 289 estaven ocupats pels seus propietaris, 62 estaven llogats i ocupats pels llogaters i 6 estaven cedits a títol gratuït; 3 tenien una cambra, 13 en tenien dues, 45 en tenien tres, 109 en tenien quatre i 187 en tenien cinc o més. 290 habitatges disposaven pel capbaix d'una plaça de pàrquing. A 153 habitatges hi havia un automòbil i a 182 n'hi havia dos o més.

### Piràmide de població
La piràmide de població per edats i sexe el 2009 era:
| Homes | Edats   | Dones |
| ----- | ------- | ----- |
| 0     | 95 o +  | 4     |
| 0     | 90 a 94 | 0     |
| 16    | 85 a 89 | 8     |
| 8     | 80 a 84 | 0     |
| 8     | 75 a 79 | 28    |
| 12    | 70 a 74 | 24    |
| 24    | 65 a 69 | 28    |
| 24    | 60 a 64 | 20    |
| 16    | 55 a 59 | 16    |
| 32    | 50 a 54 | 24    |
| 28    | 45 a 49 | 12    |
| 24    | 40 a 44 | 40    |
| 24    | 35 a 39 | 32    |
| 36    | 30 a 34 | 28    |
| 28    | 25 a 29 | 40    |
| 16    | 20 a 24 | 16    |
| 40    | 15 a 19 | 20    |
| 24    | 10 a 14 | 20    |
| 32    | 5 a 9   | 16    |
| 20    | 0 a 4   | 16    |

## Economia
El 2007 la població en edat de treballar era de 543 persones, 411 eren actives i 132 eren inactives. De les 411 persones actives 385 estaven ocupades (207 homes i 178 dones) i 26 estaven aturades (14 homes i 12 dones). De les 132 persones inactives 48 estaven jubilades, 40 estaven estudiant i 44 estaven classificades com a «altres inactius».

### Ingressos
El 2009 a Saint-Pompain hi havia 377 unitats fiscals que integraven 974,5 persones, la mediana anual d'ingressos fiscals per persona era de 17.825 €.

### Activitats econòmiques
Dels 19 establiments que hi havia el 2007, 1 era d'una empresa alimentària, 2 d'empreses de fabricació de material elèctric, 6 d'empreses de construcció, 5 d'empreses de comerç i reparació d'automòbils, 2 d'empreses de transport, 1 d'una empresa d'hostatgeria i restauració i 2 d'empreses de serveis.
Dels 8 establiments de servei als particulars que hi havia el 2009, 1 era una oficina de correu, 1 taller de reparació d'automòbils i de material agrícola, 1 paleta, 2 guixaires pintors, 2 electricistes i 1 restaurant.
Dels 3 establiments comercials que hi havia el 2009, 1 era una botiga de menys de 120 m², 1 una fleca i 1 una peixateria.
L'any 2000 a Saint-Pompain hi havia 36 explotacions agrícoles que ocupaven un total de 2.133 hectàrees.

## Equipaments sanitaris i escolars
El 2009 hi havia una escola elemental.

## Poblacions més properes
El següent diagrama mostra les poblacions més properes.